# مهرأباد (أبشور)
مهرأباد (بالفارسية: مهرآباد) هي قرية تقع في إيران في ناحية فورغ. يقدر عدد سكانها بـ 951 نسمة بحسب إحصاء 2016.